# Brianna Love
Brianna Love (Fresno, 14 marzo 1985) è un'ex attrice pornografica statunitense.

## Biografia
La Love vive da sola dall'età di quindici anni e in gioventù si è trasferita spesso. Ha iniziato la sua carriera come spogliarellista in Missouri. Trasferitasi a Las Vegas, ha cominciato a far film per adulti nel 2005.
All'inizio interpretava solo scene con altre ragazze, lavorando in esclusiva per la Red Light District Video per due anni, e successivamente diventando poi una free lance. Durante il contratto con la Red Light District, la Love è stata intervistata sull'industria del cinema per adulti su News Central da Morris Jones.
Nota per le sue natiche di grosse dimensioni, appare spesso in scene di sesso anale, doppia penetrazione e interrazziali. Dal 2007 ha dato il nome a diversi film pornografici come "Brianna Love Is Buttwoman" e "Brianna Love, Her Fine, Sexy Self." Oltre a questi ruoli da protagonista, la Love appare spesso sulle copertine dei video che interpreta.
Dopo essere entrata nel porno, ha avuto una figlia. La Love ha detto che investe oculatamente i suoi proventi. Oltre a lavorare nel porno, scrive canzoni e poesie. In carriera ha girato oltre 390 scene, ottenendo due AVN Awards.

## Riconoscimenti
- AVN Awards
  - 2008 – Best Tease Performance per Brianna Love: Her Fine Sexy Self[11]
  - 2009 – Best All-Girl Sex Scene (film) per Cheerleaders con Jesse Jane, Shay Jordan, Stoya, Adrianna Lynn, Sophia Santi, Lexxi Tyler, Memphis Monroe e Priya Rai[12]

## Filmografia
- Cum Fart Cocktails 3 (2005)
- Cum Glazed 4 (2005)
- Cum Stained Casting Couch 3 (2005)
- Cunt Gushers 1 (2005)
- Daisey: I'm In Charge (2005)
- Girl Crazy 5 (2005)
- Girl Crazy 6 (2005)
- Her First Lesbian Sex 6 (2005)
- Interracial Anal Teens -n- Toys 4 (2005)
- Interracial Hole Stretchers 2 (2005)
- Juicy G-spots 3 (2005)
- Just Over Eighteen 13 (2005)
- Lesbian Seductions 1 (2005)
- Lesbian Seductions 2 (2005)
- Lesbian Seductions 4 (2005)
- Multiple POV 3 (2005)
- No Limitations (2005)
- Pussy Playhouse 10 (2005)
- Road Queen 1 (2005)
- Screw My Wife Please 50 (And Make it an Orgy) (2005)
- Strap it On 1 (2005)
- Teen Fuck Holes 4 (2005)
- Teen Squirt Queens (2005)
- Ten Little Piggies 7 (2005)
- Twisted Vision 3 (2005)
- Where's The Cum 2 (2005)
- Who's Next In Porn 1 (2005)
- Women Seeking Women 13 (2005)
- Women Seeking Women 14 (2005)
- Women Seeking Women 17 (2005)
- Baker's Dozen 9 (2006)
- Be My Bitch 2 (2006)
- Belladonna: Fetish Fanatic 4 (2006)
- Brianna Love Oversexed (2006)
- Fully Loaded 4 (2006)
- Girls Love Girls 1 (2006)
- Lesbian Seductions 5 (2006)
- Lick Her Ass Off My Dick (2006)
- Manuel Ferrara's POV 2 (2006)
- Overflowing Assholes 1 (2006)
- Road Queen 2 (2006)
- Road Queen 3 (2006)
- Rocks That Ass 25 (2006)
- Teacher 1 (2006)
- Tease Me Then Please Me 3 (2006)
- Ten Little Piggies 9 (2006)
- Women Seeking Women 27 (2006)
- 3 Blowin Me 1 (2007)
- Anal Expedition 11 (2007)
- Ass Bandits 3 (2007)
- Ass Parade 13 (2007)
- Ass Worship 10 (2007)
- ATK Galleria 3: Amateur Connection (2007)
- Balls Deep 12 (2007)
- Belladonna's Odd Jobs 3 (2007)
- Big Ass Fixation 2 (2007)
- Big Ass Movie 1 (2007)
- Big Bubble Butt Anal Sluts 3 (2007)
- Big Bubble Butt Cheerleaders 7 (2007)
- Big Butt Smashdown 9 (2007)
- Big Wet Asses 11 (2007)
- Big White Wet Butts 8 (2007)
- Bikini-Clad Cum Sluts 1 (2007)
- Black Power 2 (2007)
- Blow It Out Your Ass 2 (2007)
- Bodacious Booty 2 (2007)
- Booty I Like 3 (2007)
- Breakin' Em In Young 1 (2007)
- Brianna Love Comes of Age (2007)
- Brianna Love Her Fine Sexy Self (2007)
- Brianna Love Is Buttwoman (2007)
- Bubble Butt Bonanza 8 (2007)
- Bubble Butt Teens 5 (2007)
- Butt Licking Anal Whores 7 (2007)
- Cheek Freaks 1 (2007)
- Clothes Freaks (2007)
- Come As You Please (2007)
- Crude Oil 2 (2007)
- Double Bubble White Booty 2 (2007)
- Face Fucking Inc. 2 (2007)
- Filth Cums First 1 (2007)
- Filth Cums First 2 (2007)
- Flower's Squirt Shower 5 (2007)
- Gang Bangin Whitey 3 (2007)
- Greedy Little Bitch (2007)
- Hellcats 13 (2007)
- I Wanna Get Face Fucked 4 (2007)
- It's a Daddy Thing 3 (2007)
- Jack's POV 9 (2007)
- Jailbait 4 (2007)
- Lesbian Seductions 11 (2007)
- Lesbian Seductions 15 (2007)
- Lesbian Triangles 4 (2007)
- Massive Asses 1 (2007)
- Ms. GoodPussy 1 (2007)
- Muff Bumpers 3 (2007)
- My Sister's Hot Friend 10 (2007)
- My Sister's Hot Friend 7 (2007)
- Naked Aces 2 (2007)
- Next (2007)
- No Tits Allowed (2007)
- Lesbian Seductions 11 (2007)
- Lesbian Seductions 15 (2007)
- Lesbian Triangles 4 (2007)
- Massive Asses 1 (2007)
- Ms. GoodPussy 1 (2007)
- Muff Bumpers 3 (2007)
- My Sister's Hot Friend 10 (2007)
- My Sister's Hot Friend 7 (2007)
- Naked Aces 2 (2007)
- Next (2007)
- No Tits Allowed (2007)
- One (2007)
- POV Casting Couch 15 (2007)
- Prying Open My Third Eye 2 (2007)
- She Likes It Black 2 (2007)
- Smothered N' Covered 4 (2007)
- Sperm Drains (2007)
- Squirt-A-Holics 3 (2007)
- Strap Attack 7 (2007)
- Stretched Out Snatch 7 (2007)
- Suck It Dry 4 (2007)
- Sweet Cheeks 8 (2007)
- Tappin' That Ass 4 (2007)
- Tease Before the Please 1 (2007)
- Teen Cum Dumpsters 5 (2007)
- Trust Justice 1 (2007)
- Up Your Ass 27 (2007)
- Women Seeking Women 32 (2007)
- Women Seeking Women 38 (2007)
- Young Hot And Bothered (2007)
- 2 Chicks Same Time 1 (2008)
- All Alone 3 (2008)
- American Bi 3 (2008)
- Anabolic Superstars (2008)
- Apprentass 9 (2008)
- Ass Almighty 2 (2008)
- Ass Appeal 6 (2008)
- Ass Cream Pies 11 (2008)
- Ass For Days 6 (2008)
- Ass Parade 16 (2008)
- Ass Parade 17 (2008)
- ATK Pregnant Amateurs 1 (2008)
- Attack of the CFNM 1 (2008)
- Azz Fest 6 (2008)
- Bad Azz (2008)
- Belladonna: Manhandled 3 (2008)
- Belladonna's Cock Pigs 1 (2008)
- Belladonna's Fucking Girls 6 (2008)
- Belladonna's Odd Jobs 4 (2008)
- Big Butt Brotha Lovers 11 (2008)
- Big Wet Asses 14 (2008)
- Black Rogue Cops (2008)
- Bomb Ass White Booty 10 (2008)
- Cheerleaders (2008)
- Creamery 4 (2008)
- Cum Buckets 8 (2008)
- Cum Hungry Leave Full 5 (2008)
- Curvy Cuties (2008)
- Diary of a Nanny 4 (2008)
- Dream Team (2008)
- Every Last Drop 6 (2008)
- Extreme Asses 5 (2008)
- Fantasy All Stars 9 (2008)
- Filled To The Rim 5 (2008)
- Fishnet Ass Freaks 1 (2008)
- FlowerTucci.com 3 (2008)
- Fuck Me 2 (2008)
- Fuck My White Ass 4 (2008)
- Gallop on His Pole (2008)
- Giants Black Meat White Treat 5 (2008)
- Gimme the Finger (2008)
- Girl Train 1 (2008)
- Girlicious (2008)
- Grand Theft Anal 11 (2008)
- Hand to Hand Combat (2008)
- Hand to Mouth 6 (2008)
- Head Case 3 (2008)
- Housewife 1 on 1 10 (2008)
- I Like Black Boys 6 (2008)
- I Love Ass Cheeks 2 (2008)
- I Love Big Butts (2008)
- Internal Injections 3 (2008)
- Jana Cova: Lust (2008)
- Jesse Jane: Kiss Kiss (2008)
- Juicy White Anal Booty 1 (2008)
- Juicy White Booty 3 (2008)
- Jules Jordan's Ass Stretchers POV 1 (2008)
- Lesbians Love Sex 1 (2008)
- Lex On Blondes 4 (2008)
- Lex The Impaler 3 (2008)
- Load Warriors 1 (2008)
- Lord of Asses 11 (2008)
- Meet The Fuckers 8 (2008)
- Midnight Prowl 12 (2008)
- Monster Curves 1 (2008)
- Naked Aces 3 (2008)
- Perfect Match (2008)
- Performers of the Year (2008)
- Pirates II: Stagnetti's Revenge (2008)
- Pop Tarts 2 (2008)
- Pretty Pussies Please 4 (2008)
- Private Moments (2008)
- Pure Sextacy 3 (2008)
- Ready Wet Go 5 (2008)
- Rebeca Linares Raw (2008)
- Round Mound Of Ass 3 (2008)
- Snow White Loves Black Pole 1 (2008)
- Sporty Girls 1 (2008)
- Sprung a Leak 5 (2008)
- Strap Attack 8 (2008)
- Strip Tease Then Fuck 10 (2008)
- Swap Meat (2008)
- Sweet and Nasty Teens 4 (2008)
- Sweet Cream Pies 4 (2008)
- Swimsuit Calendar Girls 1 (2008)
- Top Shelf 1 (2008)
- Un-Natural Sex 22 (2008)
- Video Nasty 4: Katsuni (2008)
- What An Ass 5 (2008)
- White Booty Worship 1 (2008)
- Young Harlots: In Detention (2008)
- ATK Galleria 7: More Girls Only (2009)
- ATK Perfect Pussy 1 (2009)
- ATK: All 18 2 (2009)
- Big Ass White Girls 1 (2009)
- Black Up In Her (2009)
- Chicks Gone Wild 5 (2009)
- Cumshots 11 (2009)
- Ello Ello: Lust In France (2009)
- Fishnet Ass Freaks 3 (2009)
- Her First Lesbian Sex 15 (2009)
- It's All About The Ass 3 (2009)
- Jana Cova: Scream (2009)
- Little White Chicks Huge Black Monster Dicks 7 (2009)
- Monster Curves 4 (2009)
- Naughty Neighbors (2009)
- Pop Shots 10 (2009)
- Pornstar POV (2009)
- Private Specials 13: L.A. Girls Love Big Cocks (2009)
- Up That White Ass 1 (2009)
- Video Nasty 5: Teagan (2009)
- Watch Your Back 3 (2009)
- Anal Overdose 1 (2010)
- Bangin White Ass 3 (2010)
- Best Of Lord of Asses (2010)
- Bubble Butt Babysitters (2010)
- Cum out on Top 1: Alexis Texas vs Sarah Vandella (2010)
- For Her Tongue Only (2010)
- Groupies (2010)
- Mork and Mandy (2010)
- Sex Girlz (2010)
- ATK Pregnant Amateurs 3 (2011)
- Her First Lesbian Sex 21 (2011)
- History Of Black Cock (2011)
- How to Train a Delinquent Teen 1 (2011)
- In the VIP 6 (2011)
- Panty Pops 4 (2011)
- Vip Crew 2 (2011)
- Girls of Bang Bros 17: Abella Anderson (2012)
- I Came Inside the Backdoor 2 (2012)
- James Deen Does Them All (2012)
- Strippers' Paradise (2012)
- Tappin' That White Ass 3 (2012)
- Sharing Is Caring (2013)
- Swap Force (2013)
- Thigh Scrapers 2 (2013)
- White Chicks Licking Black Crack 5 (2013)